# Феод
Фео́д (лат. feodum или feudum, от франкск. *fëhu-ôd), также фьеф (fief), лен (Lehen) — зе́мли (реже — фиксированный доход или право на получение дохода), пожалованные вассалу сеньором в пользование и распоряжение ими (иногда в наследственное, см. поместье), осуществлялось на условиях несения вассалом военной, административной или придворной службы в пользу сеньора. Этот вид земельного держания практиковался во времена Средневековья в Европе при соответствующей формации.

## Историко-правовые особенности
При передаче сеньором вассалу права владения феодом сеньор в отношении феода аналогичного права не терял. В результате один и тот же феод одновременно находился в собственности двух и более лиц.
Феодальная собственность носила условный и сословный характер. Условность феодальной собственности состояла в том, что право вассала владеть, пользоваться и распоряжаться феодом оставалось за ним только при условии несения вассалом службы в пользу сеньора. Если вассал по тем или иным причинам прекращал исполнять свои обязательства перед сеньором, сеньор имел право отобрать у вассала феод и передать его другому лицу либо оставить феод у себя. Сословность феодальной собственности заключалась в том, что правом владения феодами обладали только лица, принадлежавшие к благородному (дворянскому) сословию. Крестьяне и горожане, даже богатые, не могли стать владельцами феода, предварительно не получив дворянства.
Введение вассала во владение феодом (инфеодация) оформлялось символическим актом, именуемым инвеститурой. С XI века инвеститура стала, как правило, сопровождать заключение вассального договора наравне с церемонией оммажа и принесением вассалом клятвы верности сеньору (фуа).

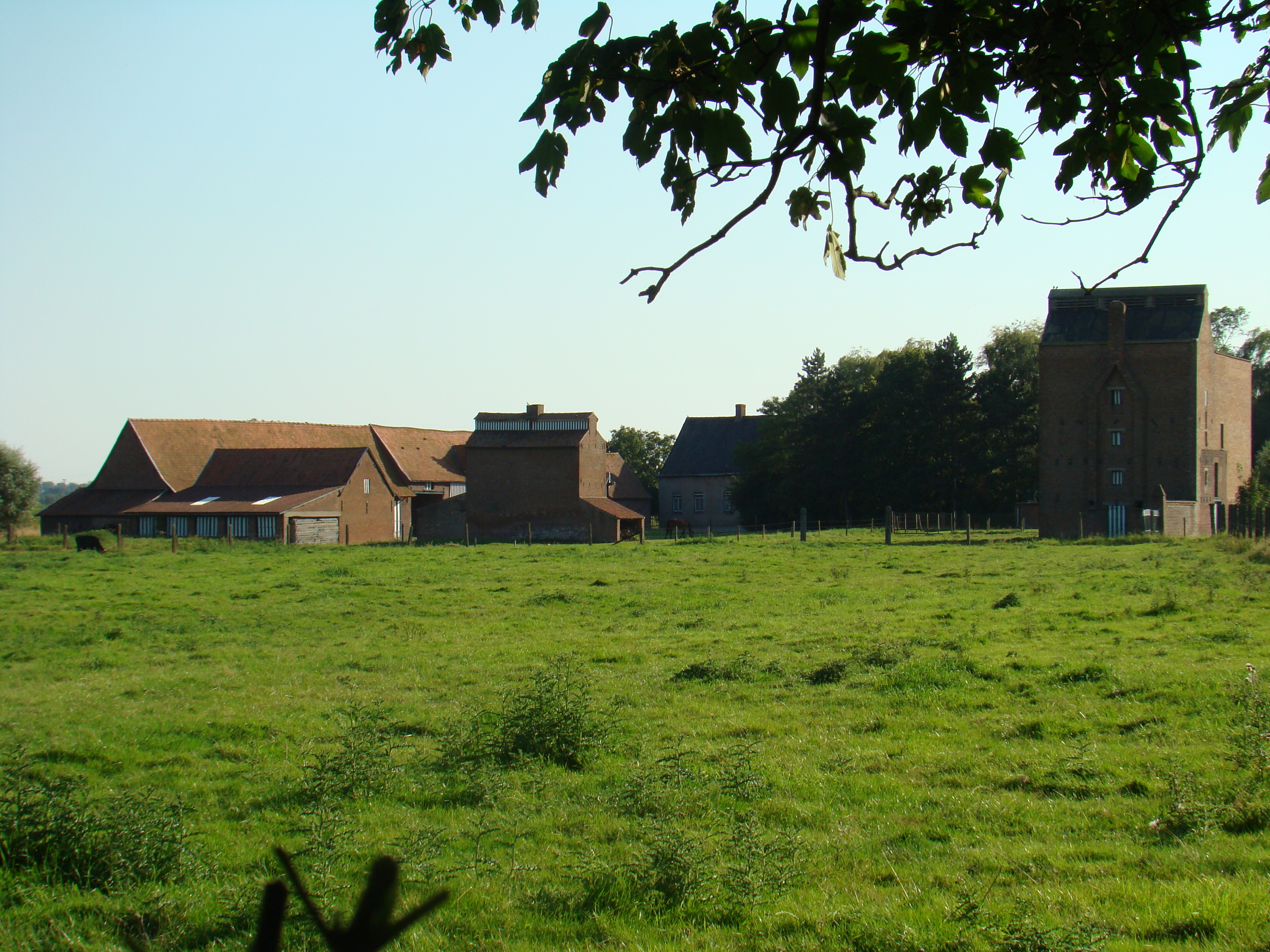
Небольшой феод

### Лен(Lehn) и феод
Синонимом феода является термин лен (от древненемец. lehn — «дар»). Первоначально термин «лен» означал то же, что и бенефиций, то есть условное пожалование на срок. С XII века лен становится наследственным пожалованием крупного феодала более мелкому, то есть принимает черты феода. В ходе ленных пожалований окончательно сложилась иерархическая система феодального землевладения в Западной Европе.

### История
Феод был землёй, полученной фактическим её владельцем (обладателем dominium utile) от полного собственника (обладателя dominnium directum) в вечное пользование под условием несения первым (vassalus, homo, feodatus) в пользу второго (senior, dominus) служб особого рода, считавшихся почётными или благородными. Таким образом феод отличался от бенефиция, который только пожизнен; от аллода, который не обложен повинностями; от цензивы, которая, будучи простонародным наделом (terre roturière), обязана податью и барщиной.
Иногда термин феод (фьеф) прилагался и к другого рода объектам собственности или, вернее, доходным статьям, а именно: 1) административной должности (fief-office); 2) регалии, или монополии; 3) податным сборам и вообще финансовым правам; 4) жалованьям, рентам, пенсиям (fief-argent), если они отдавались в частные руки на основаниях феодального договора. Такое расширение понятии «феод» свидетельствует о постоянном захвате им все новых экономических сфер; но феоды последних категорий были явлением частным, производным, и коренное понятие «феода-земли» (fief-terre) всегда оставалось преобладающим.
В феоде обнаруживалась тенденция к наследственности, которая характеризовала аллод; он связан был с воинской службой, как бенефиции; его можно даже сравнить с владением низших классов, потому что, как и последнее, он не был юридически собственностью владельца, а лишь «держанием» (tenure); чем меньше и слабее был феод, тем больше сливался он с крестьянским наделом и в других отношениях.
Слово feodum появляется в источниках уже в начале Χ века. Оно употребляется синонимично с термином beneficium, сначала изредка, потом параллельно, наконец, к концу XI века совсем вытесняет последнее. Стало быть, можно предположить, что феод вырос из бенефиция, как следующая фаза земельной эволюции. В эту эпоху последних Каролингов и первых Капетингов намечались те видоизменения, которые создали природу феода и его правовые отличия от бенефиция: пожизненность переходила мало-помалу в наследственность в силу стремления владельцев консолидировать своё положение против произвола магнатов-князей и сеньоров; права и обязанности между пожалователем (или покровителем) и пожалованным (или закладывавшимся) формулировались постепенно в более определённом договоре; с получением земли от сеньора (или с сохранением её под его опекой) стала обыкновенно соединяться передача владельцу феода известной суммы политических полномочий (функций суверенитета).
В южной части Франции (графстве Тулузском, герцогстве Аквитании, королевстве Арелатском), где лучше сохранились древнеримские воспоминания (писанный закон, муниципальный строй), удержались дольше и сильнее формы полной собственности (аллоды). Население упорнее отстаивало здесь древнюю традицию (право) против новых обычаев (кутюм), то есть против превращения земель: более крупных — в благородное держание (феод), мелких — в крестьянский надел (цензиву). Земельные отношения в этих местностях долго регулировались принципом «Nul seigneur sans titre» (нет господина без титула): a priori (лат. буквально «от предшествующего») земля аллодиальна в руках владельца; нужен оправдательный документ, чтобы приобрести на неё сеньориальное право.
Местами независимая собственность существовала (в XII и даже XIII веке) и в центре страны. На севере она попадалась уже в виде редких исключений. Нормандия, Бретань, Фландрия, Иль-де-Франс сделались классической почвой феодов; там утвердился принцип «nulle terre sans seigneur» (нет земли без господина), то есть обязательство доказать полную собственность на данную землю ложилось на того, кто заявлял на это притязание. К XII в. феоды покрыли Францию общим, хотя не везде одинаково плотным покровом. Земельную независимость (аллодиальность) сохранили только самые крупные сеньоры, вместе с приобретением державных прав (суверенитета).
Ленник — особа, которая находится в ленной зависимости от сюзерена, наследный держатель лена в Великом княжестве Литовском и Речи Посполитой; владелец феода в Западной Европе. Вассал, который зависим от сеньора.
С развитием товарно-денежных отношений и падением значения феодального ополчения рыцарей обязательства вассала по отношению к сеньору трансформировались: вместо личной военной службы держатель феода стал уплачивать определённую денежную ренту. Кроме того, возникли так называемые денежные феоды, когда рыцарям предоставлялась не земля, а денежное содержание. Это привело к отмиранию панцирных ленов, то есть земельных владений за личную военную службу сеньору.
Помимо земельного владения, феод мог также представлять собой какое-либо право — на сбор дорожной, мостовой, паромной пошлины или право собственности на имущество, попавшее на землю феодала («Что с воза упало, то пропало», или вещи, выброшенные на берег после кораблекрушения).